# NGC 4839
NGC 4839 је елиптична галаксија у сазвежђу Береникина коса која се налази на NGC листи објеката дубоког неба.
Деклинација објекта је + 27° 29' 51" а ректасцензија 12h 57m 24,4s. Привидна величина (магнитуда) објекта NGC 4839 износи 12,0 а фотографска магнитуда 13,0. Налази се на удаљености од 94,383 милиона парсека од Сунца. NGC 4839 је још познат и под ознакама UGC 8070, MCG 5-31-25, CGCG 160-39, DRCG 27-31, PGC 44298.